# 磯貝静蔵
磯貝 静蔵（いそがい せいぞう、1850年（嘉永3年） - 1910年（明治43年）8月17日）は、幕末の大垣藩士、明治時代の官吏。台湾総督府県知事。台南県知事、嘉義県知事、鳳山県知事。位階および勲等は正四位・勲四等。

## 経歴
美濃国大垣藩士の磯貝六右衛門の子として生まれる。小原鉄心に従い天狗党の乱の平定、長州征討、伏見の戦いなどで戦う。明治の初め大垣政事堂監督兼書記を拝命し大垣藩権少属に任じ横浜税関吏となる。1874年（明治7年）添田知通、野口豊、今西相一らと共に神奈川県権大属に任じ、翌年大属、1877年（明治10年）一等属、1879年（明治12年）同県少書記官に進む。1882年（明治15年）同県大書記官に昇り、内務書記官、茨城県書記官を経て、1890年（明治23年）12月に茨城県会計主務官代理および逓信費会計主務官代理、1891年（明治24年）4月に島根県書記官に任じ、台湾総督府に転出する。台南県知事に就任し、1898年（明治31年）3月より嘉義県知事を兼任し、鳳山県知事を経て、1900年（明治33年）2月、官を辞した。のち伯爵戸田氏共の家令となり、1910年（明治43年）8月、病没した。墓所は文京区小石川の善仁寺。

## 栄典
位階
- 1879年（明治12年） - 正七位[1]
- 1882年（明治15年） - 従六位[1]
- 1888年（明治21年） - 正六位[1]
- 1910年（明治43年）8月17日 - 正四位[9]